# Крістофер Вебер
Крістофер Вебер (5 жовтня 1991 , Дортмунд, Північний Рейн-Вестфалія ) — німецький бобслеїст, срібний призер Олімпійських ігор 2022 року, багаторазовий призер чемпіонатів світу та Європи.

## Виступи на Олімпійських іграх
| Рік  | Місце проведення          | Двійки | Четвірки |
| ---- | ------------------------- | ------ | -------- |
| 2018 | Пхьончхан, Південна Корея | 5      | 8        |
| 2022 | Пекін, Китай              | —      | 2        |

## Виступи на чемпіонатах світу
| Рік  | Місце проведення      | Двійки | Четвірки |
| ---- | --------------------- | ------ | -------- |
| 2019 | Вістлер, Канада       | 8      | 9        |
| 2020 | Альтенберг, Німеччина | 2      | 2        |
| 2021 | Альтенберг, Німеччина | —      | 3        |

## Виступи на чемпіонатах Європи
| Рік  | Місце проведення       | Четвірки |
| ---- | ---------------------- | -------- |
| 2020 | Вінтерберг, Німеччина  | 1        |
| 2021 | Вінтерберг, Німеччина  | 4        |
| 2022 | Санкт-Моріц, Швейцарія | 5        |